# Айгырбаткан
Айгырбатка́н (баш. Айғырбатҡан ) — хутор в Абзелиловском районе Республики Башкортостан, относится к Аскаровскому сельсовету.

## Этимология
Название хутора в переводе с башкирского языка означает жеребец утонул (Айғыр батҡан).

## Население
| 1968 | 2002 | 2009 | 2010 |
| ---- | ---- | ---- | ---- |
| 74   | ↘25  | ↗31  | ↘30  |

Согласно переписи 2002 года, преобладающая национальность — башкиры (100 %).

## Географическое положение
Расстояние до:
- районного центра (Аскарово): 5 км,
- центра сельсовета (Аскарово): 5 км,
- ближайшей железнодорожной станции (Магнитогорск-Пассажирский): 52 км.